# Gunārs Siliņš
Gunārs Siliņš, né le 5 février 1928 et mort le 21 mai 2001, est un ancien joueur de basket-ball soviétique. 

## Palmarès
- Champion d'Europe 1953
- 3e du Champion d'Europe 1955
- Coupe d'Europe des clubs champions 1958 et 1959